# EMA
EMA (Evrovizijska MelodijA) je prireditev RTV Slovenija, na kateri poteka nacionalni izbor za pesem Evrovizije. Slovenija pošilja na Evrovizijo svojega predstavnika od leta 1993. Prva EMA pa je potekala leta 1997. Prej se je imenovala Slovenski izbor za Pesem Evrovizije.

## Zmagovalci festivala
| #      | Leto | Zmagovalec                        | Pesem                                   |
| ------ | ---- | --------------------------------- | --------------------------------------- |
| I.     | 1993 | 1xBand                            | »Tih deževen dan«                       |
| II.    | 1995 | Darja Švajger                     | »Prisluhni mi«                          |
| III.   | 1996 | Regina                            | »Dan najlepših sanj«                    |
| IV.    | 1997 | Tanja Ribič                       | »Zbudi se«                              |
| V.     | 1998 | Vili Resnik                       | »Naj bogovi slišijo«                    |
| VI.    | 1999 | Darja Švajger                     | »Še tisoč let« (»For a Thousand Years«) |
| VII.   | 2001 | Nuša Derenda                      | »Ne, ni res« (»Energy«)                 |
| VIII.  | 2002 | Sestre                            | »Samo ljubezen«                         |
| IX.    | 2003 | Karmen Stavec                     | »Lep poletni dan« (»Nanana«)            |
| X.     | 2004 | Duo Platin                        | »Stay Forever«                          |
| XI.    | 2005 | Omar Naber                        | »Stop«                                  |
| XII.   | 2006 | Anžej Dežan                       | »Plan B« (»Mr. Nobody«)                 |
| XIII.  | 2007 | Alenka Gotar                      | »Cvet z juga«                           |
| XIV.   | 2008 | Rebeka Dremelj                    | »Vrag naj vzame«                        |
| XV.    | 2009 | Quartissimo in Martina Majerle    | »Love Symphony«                         |
| XVI.   | 2010 | Ansambel Roka Žlindre in Kalamari | »Narodnozabavni rock«                   |
| XVII.  | 2011 | Maja Keuc                         | »Vanilija« (»No One«)                   |
| XVIII. | 2012 | Eva Boto                          | »Verjamem«                              |
| XIX.   | 2014 | Tinkara Kovač                     | »Spet / Round and Round«                |
| XX.    | 2015 | Maraaya                           | »Here for You«                          |
| XXI.   | 2016 | ManuElla                          | »Blue and Red«                          |
| XXII.  | 2017 | Omar Naber                        | »On My Way«                             |
| XXIII. | 2018 | Lea Sirk                          | »Hvala, ne!«                            |
| XXIV.  | 2019 | Zala Kralj & Gašper Šantl         | »Sebi«                                  |
| XXV.   | 2020 | Ana Soklič                        | »Voda«                                  |
| XXVI.  | 2022 | LPS                               | »Disko«                                 |
| XXVII. | 2025 | Klemen                            | »How Much Time Do We Have Left«         |

Opombe:
- Leta 2013 sta bili izvajalka (Hannah Mancini) in pesem (»Straight into Love«) izbrani preko internega izbora.
- Leta 2020 zmagovalka Eme ni zastopala Slovenije na Pesmi Evrovizije, saj je bila ta zaradi epidemije covida-19 odpovedana.
- Leta 2021 sta bili izvajalka (Ana Soklič) in pesem izbrani interno. Skladba »Amen« je bila javno premierno predstavljena v posebni oddaji, ki so jo poimenovali Ema 2021.
- Leta 2023 Eme ni bilo; Radiotelevizija Slovenija je predstavnike, skupino Joker Out, izbrala preko internega izbora.[1]
- Leta 2024 Eme ni bilo; Radiotelevizija Slovenija je sicer objavila natečaj za slovenskega predstavnika Evrovizije, ki bo maja na Švedskem. Imenovala je dve komisiji, interno in mednarodno; glede na ocene obeh žirij so za slovensko predstavnico izbrali pevko Raiven s skladbo »Veronika«.[2][3]

## 1993–1997
| Leto               | 1993                                    | 1995                                         | 1996                                          | 1997                             |
| ------------------ | --------------------------------------- | -------------------------------------------- | --------------------------------------------- | -------------------------------- |
| Ime                | Eurosong '93 – izbor slovenske popevke  | Slovenska popevka za Evrovizijo 95           | Slovenska popevka za Evrovizijo '96           | Ema 1997                         |
| Datum              | 27. 2. 1993                             | 18. 2. 1995                                  | 10. 2. 1996                                   | 22. 2. 1997                      |
| Prizorišče         | studio RTV Slovenija                    | studio RTV Slovenija                         | studio RTV Slovenija                          | studio RTV Slovenija             |
| Voditelj           | Tajda Lekše                             | Saša Gerdej                                  | Tajda Lekše                                   | Mojca Mavec                      |
| Št. večerov        | 1                                       | 1                                            | 1                                             | 1                                |
| Način izbora pesmi | javni razpis                            | javni razpis                                 | javni razpis                                  | 8 povabljenih avtorjev           |
| Št. pesmi          | 12                                      | 12                                           | 11                                            | 13                               |
| Glasovanje         | 12 žirij radijskih postaj (12, 10, 8–1) | 12 žirij radijskih postaj                    | 12 žirij radijskih postaj (12, 10, 8, 6, 4–1) | telefonsko glasovanje            |
| Zmagovalna pesem   | 1x Band »Tih deževen dan«               | Darja Švajger »Prisluhni mi«                 | Regina »Dan najlepših sanj«                   | Tanja Ribič »Zbudi se«           |
| Drugouvrščeni      | Darja Švajger »Naj vidimo ljudi«        | Oto Pestner & Irena Vrčkovnik »Oda ljubezni« | Irena Vrčkovnik »Naj mesec ugasne«            | Darja Švajger »Vsakdanji čudeži« |
| Tretjeuvrščeni     | Alenka Godec »Tisti si ti«              | Avia Band »Vsaj še trenutek«                 | Marta Zore »Pojdi z njo                       | Rok'n'Band »Jagode in čokolada«  |

## 1998–2002
| Leto                         | 1998                                             | 1999                                             | 2001                                                                        | 2002                                                                        |
| ---------------------------- | ------------------------------------------------ | ------------------------------------------------ | --------------------------------------------------------------------------- | --------------------------------------------------------------------------- |
| Ime                          | Ema '98                                          | Ema '99                                          | Ema 2001                                                                    | Ema 2002                                                                    |
| Datum                        | 28. 2. 1998                                      | 26. 2. 1999                                      | 23. in 24. 2. 2001                                                          | 15. in 16. 2. 2002                                                          |
| Prizorišče                   | studio RTV Slovenija                             | studio RTV Slovenija                             | studio RTV Slovenija                                                        | Studio 1 RTV Slovenija                                                      |
| Voditelj                     | Mojca Mavec                                      | Mojca Mavec                                      | Mojca Mavec (predizbor)                                                     | Darja Švajger in Nuša Derenda (predizbor)                                   |
| Voditelj                     | Mojca Mavec                                      | Mojca Mavec                                      | Miša Molk in Marcel Štefančič jr. (+ Mojca Mavec – televoting)              | Miša Molk in Andrea Effe (finalni izbor)                                    |
| Št. večerov                  | 1                                                | 1                                                | 2 (predizbor + finalni izbor)                                               | 2 (predizbor + finalni izbor)                                               |
| Način izbora pesmi           | javni razpis                                     | javni razpis                                     | javni razpis                                                                | javni razpis                                                                |
| Št. vseh pesmi               | 14                                               | 17                                               | 22                                                                          | 18                                                                          |
| Št. pesmi v predizboru       | —                                                | —                                                | 22                                                                          | 18                                                                          |
| Glasovanje v predizboru      | —                                                | —                                                | telefonsko glasovanje (6 finalistov) + strokovna žirija (6 finalistov)      | telefonsko glasovanje (5 finalistov) + strokovna žirija (5 finalistov)      |
| Št. pesmi v finalnem izboru  | 14                                               | 17                                               | 12                                                                          | 10                                                                          |
| Glasovanje v finalnem izboru | telefonsko glasovanje                            | strokovna žirija (⅔) + telefonsko glasovanje (⅓) | telefonsko glasovanje (⅓) + žirija RTV Slovenija (⅓) + strokovna žirija (⅓) | telefonsko glasovanje (⅓) + žirija RTV Slovenija (⅓) + strokovna žirija (⅓) |
| Zmagovalec občinstva/ žirije | —                                                | Tinkara Kovač »Zakaj«                            | Karmen Stavec »Ostani tu«                                                   | Karmen Stavec »Še in še«                                                    |
| Zmagovalec občinstva/ žirije | —                                                | Darja Švajger »Še tisoč let«                     | Nuša Derenda »Ne, ni res«                                                   | Sestre »Samo ljubezen«                                                      |
| Zmagovalna pesem             | Vili Resnik »Naj bogovi slišijo«                 | Darja Švajger »Še tisoč let«                     | Nuša Derenda »Ne, ni res«                                                   | Sestre »Samo ljubezen«                                                      |
| Drugouvrščeni                | Gianni Rijavec & Vladimir Čadež »Pusti času čas« | Tinkara Kovač »Zakaj«                            | Andraž Hribar »Življenje je«                                                | Polona »Oblaki«                                                             |
| Tretjeuvrščeni               | Regina »Glas gora«                               | Jan Plestenjak »Moja dežela«                     | Karmen Stavec »Ostani tu«                                                   | Karmen Stavec »Še in še«                                                    |
| Tretjeuvrščeni               | Regina »Glas gora«                               | Jan Plestenjak »Moja dežela«                     | Alenka Godec »Če verjameš ali ne«                                           | Karmen Stavec »Še in še«                                                    |

## 2003–2006
| Leto                         | 2003                                                      | 2004                                                                                 | 2005                           | 2006 |
| ---------------------------- | --------------------------------------------------------- | ------------------------------------------------------------------------------------ | ------------------------------ | --- |
| Ime                          | Ema 2003                                                  | Ema 04                                                                               | Ema 2005                       | Ema 06 |
| Datum                        | 15. 2. 2003                                               | 11., 18. in 25. 1. ter 1. in 15. 2. 2004                                             | 6. 2. 2005                     | 29. 1. 2006                                                                                                  |
| Prizorišče                   | Gospodarsko razstavišče                                   | Gospodarsko razstavišče                                                              | Studio 1 RTV Slovenija         | Studio 1 RTV Slovenija                                                                                       |
| Voditelj                     | Miša Molk in Peter Poles                                  | Bernarda Žarn in Peter Poles (predizbori in finalni izbor) Miša Molk (finalni izbor) | Saša Einsiedler in Saša Gerdej | Janez Škof, Aljoša Ternovšek in Boris Kobal                                                                  |
| Št. večerov                  | 1                                                         | 5 (4 predizbori + finalni izbor)                                                     | 1                              | 1 |
| Način izbora pesmi           | javni razpis                                              | javni razpis                                                                         | javni razpis                   | javni razpis                                                                                                 |
| Št. vseh pesmi               | 16                                                        | 32                                                                                   | 14                             | 14 |
| Št. pesmi v predizborih      | —                                                         | 32 (8 + 8 + 8 + 8)                                                                   | —                              | — |
| Glasovanje v predizborih     | —                                                         | telefonsko glasovanje (3 finalisti) + strokovna žirija (4. finalist)                 | —                              | — |
| Št. pesmi v finalnem izboru  | 16                                                        | 16 (4 iz vsakega predizbora)                                                         | 14                             | 14 |
| Glasovanje v finalnem izboru | 1. krog: strokovna žirija (½) + telefonsko glasovanje (½) | 1. krog: strokovna žirija (½) + telefonsko glasovanje (½)                            | 1. krog: telefonsko glasovanje | strokovna žirija (⅓) + glasovanje preko stacionarnih telefonov (⅓) + glasovanje preko mobilnih telefonov (⅓) |
| Glasovanje v finalnem izboru | 2. krog: telefonsko glasovanje                            | 2. krog: telefonsko glasovanje                                                       | 2. krog: telefonsko glasovanje | strokovna žirija (⅓) + glasovanje preko stacionarnih telefonov (⅓) + glasovanje preko mobilnih telefonov (⅓) |
| Zmagovalec žirije/ občinstva | Alenka Godec »Poglej me v oči«                            | Rožmarinke »Kliše«                                                                   | —                              | Anžej Dežan »Plan B«                                                                                         |
| Zmagovalec žirije/ občinstva | Bepop »Ne sekiraj se«                                     | Natalija Verboten »Cry on My Shoulder«                                               | —                              | Saša Lendero »Mandoline«                                                                                     |
| Zmagovalec 1. kroga          | Alenka Godec »Poglej me v oči«                            | Platin »Stay Forever«                                                                | Rebeka Dremelj »Pojdi z menoj« | — |
| Št. pesmi v superfinalu      | 3                                                         | 3                                                                                    | 3                              | — |
| Zmagovalna pesem             | Karmen Stavec »Lep poletni dan«                           | Platin »Stay Forever«                                                                | Omar Naber »Stop«              | Anžej Dežan »Plan B«                                                                                         |
| Drugouvrščeni                | Nuša Derenda »Prvič in zadnjič«                           | Rožmarinke »Kliše«                                                                   | Saša Lendero »Metulj«          | Saša Lendero »Mandoline«                                                                                     |
| Tretjeuvrščeni               | Alenka Godec »Poglej me v oči«                            | Alya »Fluid«                                                                         | Rebeka Dremelj »Pojdi z menoj« | Atomik Harmonik »Polkaholik«                                                                                 |

## 2007–2010
| Leto                         | 2007                               | 2008                              | 2009                                                | 2010                                                   |
| ---------------------------- | ---------------------------------- | --------------------------------- | --------------------------------------------------- | ------------------------------------------------------ |
| Ime                          | Ema 07                             | Ema 08                            | Ema 09                                              | Ema 2010                                               |
| Datum                        | 1., 2. in 3. 2. 2007               | 1., 2. in 3. 2. 2008              | 31. 1. in 1. 2. 2009                                | 20. in 21. 2. 2010                                     |
| Prizorišče                   | Gospodarsko razstavišče            | Studio 1 RTV Slovenija            | Studio 1 RTV Slovenija                              | Gospodarsko razstavišče                                |
| Voditelji (predizbor)        | Bernarda Žarn in Peter Poles (1.)  | Lorella Flego in Peter Poles (1.) | Peter Poles in Maja Martina Merljak                 | Ivo Kores in Bernarda Žarn                             |
| Voditelji (predizbor)        | Mojca Mavec in Gorazd Dominko (2.) | Tjaša Hrobat in Jure Sešek (2.)   | Peter Poles in Maja Martina Merljak                 | Ivo Kores in Bernarda Žarn                             |
| Voditelji (finalni izbor)    | Helena Blagne in Mario Galunič     | Bernarda Žarn in Mario Galunič    | Peter Poles in Maja Martina Merljak                 | Lorella Flego in Andrea Effe                           |
| Št. večerov                  | 3 (2 predizbora + finalni izbor)   | 3 (2 predizbora + finalni izbor)  | 2 (predizbor + finalni izbor)                       | 2 (predizbor + finalni izbor)                          |
| Način izbora pesmi           | javni razpis                       | javni razpis                      | povabljeni avtorji (6) + javni razpis (14)          | povabljeni avtorji (7) + javni razpis (14)             |
| Št. vseh pesmi               | 24                                 | 20                                | 20                                                  | 21                                                     |
| Št. pesmi v predizboru       | 24 (12 + 12)                       | 20 (10 + 10)                      | 14                                                  | 14                                                     |
| Glasovanje v predizboru      | telefonsko glasovanje              | telefonsko glasovanje             | strokovna žirija (½) + telefonsko glasovanje (½)    | telefonsko glasovanje                                  |
| Št. pesmi v finalnem izboru  | 14 (7 iz vsakega predizbora)       | 10 (5 iz vsakega predizbora)      | 14 (8 iz predizbora + 6 pesmi povabljenih avtorjev) | 14 (7 iz predizbora + 7 pesmi povabljenih avtorjev)    |
| Glasovanje v finalnem izboru | 2 kroga telefonskega glasovanja    | 2 kroga telefonskega glasovanja   | strokovna žirija (½) + telefonsko glasovanje (½)    | telefonsko glasovanje                                  |
| Zmagovalec žirije/ občinstva | —                                  | —                                 | Quartissimo »Love Symphony«                         | —                                                      |
| Zmagovalec žirije/ občinstva | —                                  | —                                 | Langa & Manca Špik »Zaigraj, muzikant«              | —                                                      |
| Zmagovalec 1. kroga          | Eva Černe »Čudeži smehljaja«       | Langa »Za svobodo divjega srca«   | —                                                   | —                                                      |
| Št. pesmi v superfinalu      | 2                                  | 2                                 | —                                                   | —                                                      |
| Zmagovalna pesem             | Alenka Gotar »Cvet z juga«         | Rebeka Dremelj »Vrag naj vzame«   | Quartissimo »Love Symphony«                         | Ansambel Roka Žlindre & Kalamari »Narodnozabavni rock« |
| Drugouvrščeni                | Eva Černe »Čudeži smehljaja«       | Langa »Za svobodo divjega srca«   | Omar Naber »I Still Carry On«                       | Nina Pušlar »Dež«                                      |
| Tretjeuvrščeni               | Don Corleone »Bella mia«           | Brigita Šuler »Samara«            | Samuel Lucas »Vse bi zate dal«                      | Langa »Roko mi daj«                                    |
| Tretjeuvrščeni               | Don Corleone »Bella mia«           | Brigita Šuler »Samara«            | Alya & Rudi »Zadnji dan«                            | Langa »Roko mi daj«                                    |

## 2011–2016
| Leto                     | 2011                           | 2012                                              | 2014                                                  | 2015                                                 | 2016                                                       |
| ------------------------ | ------------------------------ | ------------------------------------------------- | ----------------------------------------------------- | ---------------------------------------------------- | ---------------------------------------------------------- |
| Ime                      | Ema 2011                       | Misija Ema 2012                                   | Ema 14                                                | Ema 15                                               | Ema 2016                                                   |
| Datum                    | 27. 2. 2011                    | 26. 2. 2012                                       | 8. 3. 2014                                            | 28. 2. 2015                                          | 27. 2. 2016                                                |
| Prizorišče               | Studio 1 RTV Slovenija         | Studio 1 RTV Slovenija                            | Studio 1 RTV Slovenija                                | Studio 1 RTV Slovenija                               | Studio 1 RTV Slovenija                                     |
| Voditelj                 | Klemen Slakonja                | Klemen Slakonja                                   | Ula Furlan                                            | Nejc Šmit, Tinkara Kovač, Darja Švajger in Maja Keuc | Klemen Slakonja                                            |
| Št. večerov              | 1                              | 1                                                 | 1                                                     | 1                                                    | 1                                                          |
| Način izbora pesmi       | povabljeni avtorji (10)        | izvajalci: Misija Evrovizija                      | povabljeni (29) + nepovabljeni avtorji/izvajalci (42) | javni razpis + povabljeni izvajalci/avtorji (145)    | javni razpis + morebitni povabljeni izvajalci/avtorji (61) |
| Način izbora pesmi       | povabljeni avtorji (10)        | pesmi: javni razpis (52) + povabljeni avtorji (3) | povabljeni (29) + nepovabljeni avtorji/izvajalci (42) | javni razpis + povabljeni izvajalci/avtorji (145)    | javni razpis + morebitni povabljeni izvajalci/avtorji (61) |
| Št. pesmi                | 10                             | 6                                                 | 7                                                     | 8                                                    | 10                                                         |
| Glasovanje               | 1. krog: strokovna žirija      | 1. krog: telefonsko glasovanje + glasovi sodnikov | 1. krog: telefonsko glasovanje                        | 1. krog: strokovna žirija                            | 1. krog: strokovna žirija                                  |
| Glasovanje               | 2. krog: telefonsko glasovanje | 2. krog: telefonsko glasovanje                    | 2. krog: telefonsko glasovanje                        | 2. krog: telefonsko glasovanje                       | 2. krog: telefonsko glasovanje                             |
| Št. pesmi v superfinalu  | 2                              | 2                                                 | 2                                                     | 2                                                    | 2                                                          |
| Zmagovalna pesem         | Maja Keuc »Vanilija«           | Eva Boto »Verjamem«                               | Tinkara Kovač »Spet / Round and Round«                | Maraaya »Here for You«                               | ManuElla »Blue and Red«                                    |
| Drugouvrščeni            | April »Ladadidej«              | Eva in Nika Prusnik »Konichiwa«                   | Muff »Let Me Be (Myself)«                             | Rudi Bučar en Figoni »Šaltinka«                      | Raiven »Črno bel«                                          |
| Št. glasov v superfinalu | 40.901                         | 41.269                                            | 11.382                                                | 12.760                                               | 7.603                                                      |

## 2017–2018
| Leto                        | 2017                                                                 | 2018                                                                 |
| --------------------------- | -------------------------------------------------------------------- | -------------------------------------------------------------------- |
| Ime                         | Ema 2017                                                             | Ema 2018                                                             |
| Datum                       | 17., 18. in 24. 2.                                                   | 17. in 24. 2.                                                        |
| Prizorišče                  | Gospodarsko razstavišče                                              | Studio 1 TV Slovenija                                                |
| Voditelji                   | Maja Martina Merljak, Tanja Kocman, Tina Gorenjak, Mario Galunič     | Vid Valič, Raiven                                                    |
| Št. večerov                 | 3 (2 predizbora + finalni izbor)                                     | 2 (predizbor + finalni izbor)                                        |
| Način izbora pesmi          | javni razpis + morebitni povabljenci (90)                            | javni razpis + morebitni povabljenci (108)                           |
| Št. vseh pesmi              | 16                                                                   | 16                                                                   |
| Št. pesmi v predizboru      | 16 (8 + 8)                                                           | 16                                                                   |
| Glasovanje v predizboru     | telefonsko glasovanje (2 finalista) + strokovna žirija (2 finalista) | telefonsko glasovanje (4 finalisti) + strokovna žirija (4 finalisti) |
| Št. pesmi v finalnem izboru | 8 (4 iz vsakega predizbora)                                          | 8                                                                    |
| Glasovanje v finalu         | telefonsko glasovanje (½) + 6 regijskih žirij (½)                    | telefonsko glasovanje (½) + 6 žirij (½)                              |
| Zmagovalec žirije/občinstva | Omar Naber »On My Way«                                               | Lea Sirk »Hvala, ne!«                                                |
| Zmagovalec žirije/občinstva | BQL »Heart of Gold«                                                  | BQL »Promise«                                                        |
| Zmagovalna pesem            | Omar Naber »On my Way«                                               | Lea Sirk »Hvala, ne!«                                                |
| Drugouvrščeni               | BQL »Heart of Gold«                                                  | BQL »Promise«                                                        |
| Tretjeuvrščeni              | Raiven »Zažarim«                                                     | Nuška Drašček »Ne zapusti me zdaj«                                   |

## 2019–2020
| Leto                     | 2019                                       | 2020                                      |
| ------------------------ | ------------------------------------------ | ----------------------------------------- |
| Datum                    | 16. 2. 2019                                | 22. 2. 2020                               |
| Prizorišče               | Studio 1 RTV Slovenija                     | Studio 1 TV Slovenija                     |
| Voditelj                 | Ajda Smrekar                               | Klemen Slakonja                           |
| Št. večerov              | 1                                          | 1 (+ EMA Freš)                            |
| Način izbora pesmi       | javni razpis + morebitni povabljenci (103) | javni razpis + morebitni povabljenci (74) |
| Način izbora pesmi       | javni razpis + morebitni povabljenci (103) | EMA Freš (18+)                            |
| Št. pesmi                | 10                                         | 12 (10 + 2 z EME Freš)                    |
| Glasovanje               | 1. krog: strokovna žirija                  | 1. krog: strokovna žirija                 |
| Glasovanje               | 2. krog: telefonsko glasovanje             | 2. krog: telefonsko glasovanje            |
| Št. pesmi v superfinalu  | 2                                          | 2                                         |
| Zmagovalna pesem         | Zala Kralj & Gašper Šantl »Sebi«           | Ana Soklič »Voda«                         |
| Drugouvrščeni            | Raiven »Kaos«                              | Lina Kuduzović »Man Like U«               |
| Št. glasov v superfinalu | 6401                                       | 9404                                      |

## Izvajalci z več sodelovanji
| Izvajalec           | Št. udeležb | Leta                                                                   |
| ------------------- | ----------- | ---------------------------------------------------------------------- |
| Regina              | 8           | 1993, 1996, 1998, 2001, 2002, 2004, 2005, 2016                         |
| Alya                | 7           | 2003, 2004, 2005, 2007, 2009 (z Rudijem), 2015 (z Nenom Belanom), 2017 |
| Nuša Derenda        | 6           | 1999, 2001, 2003, 2005, 2010, 2016                                     |
| Andraž Hribar       | 5           | 2001, 2002, 2003, 2006, 2008                                           |
| Darja Švajger       | 5           | 1993, 1995, 1997, 1998, 1999                                           |
| Irena Vrčkovnik     | 5           | 1995 (z Otom Pestnerjem), 1996, 1997, 1999 (z Damjano in Sanjo), 2002  |
| Karmen Stavec       | 5           | 1998 (s Patrikom Greblom), 2001, 2002, 2003 , 2009                     |
| Nude                | 5           | 1999, 2001, 2005, 2007, 2014                                           |
| Omar Naber          | 5           | 2005, 2009, 2011, 2014, 2017                                           |
| Tinkara Kovač       | 5           | 1997, 1999, 2001, 2014, 2020                                           |
| Alenka Godec        | 4           | 1993, 2001, 2003, 2006                                                 |
| Damjana Golavšek    | 4           | 1998, 1999 (z Ireno in Sanjo), 2001, 2002                              |
| Gianni Rijavec      | 4           | 1998 in 1999 (z Vladimirjem Čadežem), 2002, 2009                       |
| Panda               | 4           | 1996, 2001, 2004 (s Trkajem), 2007                                     |
| Polona              | 4           | 2001, 2002, 2003, 2004                                                 |
| Rebeka Dremelj      | 4           | 2004, 2005, 2006 (z Domnom Kumrom), 2008                               |
| Victory             | 4           | 1998, 1999, 2004, 2005                                                 |
| Ylenia Zobec        | 4           | 2004, 2006, 2008, 2010                                                 |
| Lea Sirk            | 4           | 2009, 2010, 2017, 2018                                                 |
| Ana Dežman          | 3           | 2002, 2003, 2004                                                       |
| Nuška Drašček       | 3           | 2006, 2009, 2017, 2018                                                 |
| Brigita Šuler       | 3           | 2008, 2009, 2010                                                       |
| Deja Mušič          | 3           | 1998, 2001 (s Katicami), 2002                                          |
| Eva Boto            | 3           | 2012 (3×)                                                              |
| Eva Černe           | 3           | 2007, 2008, 2009                                                       |
| Eva in Nika Prusnik | 3           | 2012 (3×)                                                              |
| Faraoni             | 3           | 1993, 1995, 2002                                                       |
| Jan Plestenjak      | 3           | 1995, 1999, 2001                                                       |
| Johnny Bravo        | 3           | 2004, 2005, 2008                                                       |
| Katrinas            | 3           | 2002, 2004, 2006                                                       |
| Langa               | 3           | 2008, 2009, 2010                                                       |
| Manca Špik          | 3           | 2008, 2009, 2010                                                       |
| Marijan Novina      | 3           | 2003, 2004, 2006                                                       |
| Monika Pučelj       | 3           | 2002, 2004, 2006                                                       |
| Natalija Verboten   | 3           | 1997, 2004, 2006                                                       |
| Pop Design          | 3           | 1996, 1998, 2004                                                       |
| Raiven              | 3           | 2016, 2017, 2019                                                       |
| Rudi Bučar          | 3           | 2009 (z Alyo), 2014 (z Elevators), 2015 (s Figoni)                     |
| Vili Resnik         | 3           | 1996, 1997, 1998                                                       |
| Martina Šraj        | 3           | 2010, 2017, 2018 (kot Ina Shai)                                        |
| Anika Horvat        | 2           | 2002, 2005                                                             |
| Avia band           | 2           | 1995, 1999                                                             |
| BQL                 | 2           | 2017, 2018                                                             |
| Clemens             | 2           | 2015, 2017                                                             |
| Čudežna polja       | 2           | 1993, 1995                                                             |
| Dennis              | 2           | 2007, 2008                                                             |
| Diona Dimm          | 2           | 2004, 2007(kot Diona Dimm Team)                                        |
| Domen Kumer         | 2           | 2003, 2006 (z Rebeko Dremelj)                                          |
| Dominik Kozarič     | 2           | 1993, 1997                                                             |
| Don Juan            | 2           | 1995, 1996                                                             |
| Folkrola            | 2           | 2003 (z Nino), 2007                                                    |
| Jadranka Juras      | 2           | 2003, 2005                                                             |
| Jasmina Cafnik      | 2           | 2003, 2004                                                             |
| Kalamari            | 2           | 2004, 2010 (z Ansamblom Roka Žlindre)                                  |
| KiNG FOO            | 2           | 2017, 2018                                                             |
| Maja Slatinšek      | 2           | 2004, 2006                                                             |
| Martina Majerle     | 2           | 2009 (s Quartissimo), 2015                                             |
| Miran Rudan         | 2           | 1993 (kot Miran Rudan band), 1998                                      |
| Mitja               | 2           | 1999, 2009                                                             |
| Nina Pušlar         | 2           | 2010, 2011                                                             |
| Number One          | 2           | 2001, 2004                                                             |
| Platin              | 2           | 2003, 2004                                                             |
| Rok'n'Band          | 2           | 1997, 2002                                                             |
| Samuel Lucas        | 2           | 2009, 2014 (z Nerminom Puškarjem)                                      |
| Saša Lendero        | 2           | 2005, 2006                                                             |
| Sergeja             | 2           | 2005, 2006                                                             |
| Sound Attack        | 2           | 1998, 1999                                                             |
| Stereotipi          | 2           | 2008, 2010                                                             |
| Tanja Ribič         | 2           | 1997, 2018                                                             |
| Tim Kores           | 2           | 2015, 2017                                                             |
| Tulio Furlanič      | 2           | 2003 (z Alenko Pinterič), 2004                                         |
| Vladimir Čadež      | 2           | 1998, 1999 (z Giannijem Rijavcem)                                      |
| Žana                | 2           | 2004 (z RnB Wannabes), 2007                                            |

## Avtorji glasbe z največ sodelovanji
| Avtor            | Št. pesmi | Leta (pesmi) |
| ---------------- | --------- | --- |
| Matjaž Vlašič    | 16        | 1996 (»Volk samotar«; »Naj mesec ugasne«), 1997 (»Nekdo«; »Kadar boš ob njej zaspal«), 1998 (»Naj bogovi slišijo«), 1999 (»Ne izdajte me«), 2001 (»Ne, ni res«), 2003 (»Prvič in zadnjič«), 2004 (»Če zdaj odideš sama«; »Cry on My Shoulder«), 2005 (»Noe, Noe«), 2006 (»Plan B«; »SOS«), 2009 (»Zaigraj, muzikant«), 2011 (»Vanilija«), 2012 (»A si sanjal me«) |
| Aleš Klinar      | 12        | 1997 (»Prosim, ostani«; »Zaradi nje«), 2001 (»Če verjameš ali ne«), 2003 (»Poglej me v oči«; »Ne bom čakala te«), 2004 (»Nič ne ustavi me«), 2005 (»Pojdi z menoj«), 2006 (»Hočem stran«; »Ostani z mano«), 2009 (»Vse bi zate dal«), 2011 (»Time for Revolution«), 2015 (»Glas srca«)                                                                            |
| Marino Legovič   | 11        | 1999 (»Zakaj«), 2002 (»Oblaki«), 2003 (»Zlata šestdeseta«), 2004 (»Tvoj glas«; »O, ženske, ženske«), 2005 (»Kje si«), 2006 (»Hokus pokus«), 2007 (»Zadel si me v živo«), 2008 (»Našel si me«), 2010 (»Narodnozabavni rock«; »Tudi fantje jočejo«) |
| Raay             | 11        | 2004 (»Požar«; »Slovo brez mej«), 2008 (»Še vedno nekaj čutim«), 2010 (»Živim za zdaj«; »Kaj in kam«), 2011 (»Ladadidej«), 2014 (»Spet / Round and Round«), 2015 (»Here for You«), 2017 (»Halo«), 2017 (kot Maraaya: »Heart of Gold«; »Fse«). 2018 (kot Maraaya: »Promise«; »Uspavanka - Lullaby«; »Ljudje«)                                                      |
| Martin Štibernik | 10        | 1998 (»Zapri oči«), 1999 (»Le povejte ji«), 2001 (»Ostani tu«), 2002 (»Še in še«), 2003 (»Lep poletni dan«), 2004 (»Kako naj vem«), 2005 (»Daleč od oči«), 2010 (»Dež«; »Od tod do večnosti«), 2011 (»Bilo lepo bi«) |
| Aleksander Kogoj | 8         | 1993 (»Naj ljubezen združi vse ljudi«), 1996 (»Dan najlepših sanj«), 1998 (»Glas gora«), 2001 (»Zaljubljena v maj«), 2002 (»Ljubezen daje moč«), 2004 (»Plave očij«), 2005 (»Proti vetru«), 2016 (»Alive in Every Way«) |
| Andrej Babić     | 6         | 2005 (»Metulj«), 2006 (»Mandoline«), 2007 (»Cvet z juga«), 2009 (»Love Symphony«), 2010 (»Tukaj sem doma«), 2015 (»Alive«) |
| Bor Zuljan       | 6         | 1998 (»Dlan okrog srca«), 2002 (»V ritmu, ki me lovi«), 2004 (»Fluid«), 2005 (»Exxtra«), 2007 (»Drugačna (pesem)«), 2008 (»Povej«) |
| Danilo Kocjančič | 6         | 1997 (»Veter z juga«), 1999 (»Ti si se bal«), 2001 (»Samo laži«), 2002 (»Mi paše«), 2003 (»Ti sploh ne razumeš«), 2004 (»Si tukaj al' te ni«) |
| Primož Peterca   | 6         | 1993 (»Naj vidimo ljudi«), 1995 (»Prisluhni mi«), 1996 (»Nekdo, ki zmore vse«), 1997 (»Korak v dežju«; »Vsakdanji čudeži«), 1999 (»Še tisoč let«) |
| Andraž Hribar    | 5         | 2001 (»Življenje je«), 2002 (»Moja moja«), 2003 (»Letim naprej«), 2006 (»Rapad tepe ipi mapam«), 2008 (»Corpomorto (Jutri jadram naprej)«) |
| Boštjan Grabnar  | 5         | 1998 (»Ljubezen«), 2007 (»Čudeži smehljaja«; »Naj svet zakriči«), 2008 (»Dovolj«), 2009 (»Vse«) |
| Patrik Greblo    | 5         | 1998 (»Kje pesem je doma«), 2002 (»Pelji me, kjer sem doma«), 2004 (»Ni bilo zaman«), 2009 (»Znamenje iz sanj«), 2010 (»Vampir je moj poet«) |
| Sašo Fajon       | 5         | 1993 (»Naj vidimo ljudi«; »Tina«), 1995 (»Prisluhni mi«), 1997 (»Tvoja pesem«), 2004 (»Kralj neba«) |
| Zvone Tomac      | 5         | 2001 (»Lunapark«), 2003 (»Ne sekiraj se«), 2007 (»Nor sem nate«), 2008 (»Ni me sram«), 2010 (»Daj mi znak«) |
| Omar Naber       | 5         | 2005 (»Stop«), 2009 (»I Still Carry On«), 2011 (»Bistvo skrito je očem«), 2014 (»I Won't Give Up«), 2017 (»On My Way«) |
| Andrej Pompe     | 4         | 1995 (»Sama proti vsem«), 2001 (»Tok, tok«), 2004 (»Tvoj svet«), 2007 (»Nemirna leta«) |
| Dejan Radičevič  | 4         | 2003 (»Exploziv(no)«), 2010 (»Dež«), 2011 (»Bilo lepo bi«), 2015 (»Once Too Many Times«) |
| Franci Zabukovec | 4         | 2002 (»Angelina«), 2005 (»Nedotaknjena«), 2006 (»Tu da du«), 2007 (»Hitmejker«) |
| Gianni Rijavec   | 4         | 1998 (»Pusti času čas«), 1999 (»Ljubezen je le ena«), 2002 (»Baby blue«), 2009 (»Gloria«) |
| Jan Plestenjak   | 4         | 1995 (»Ker te ljubim«), 1999 (»Moja dežela«), 2001 (»Vse je OK«), 2009 (»Zadnji dan«) |
| Karel Novak      | 4         | 1998 (»Ljubim, ljubiš«), 1999 (»Igra je končana«), 2001 (»Stoletje sanj in miru«), 2002 (»Vsako življenje gre svojo pot«) |
| Rok Golob        | 4         | 1998 (»Ljubezen ne odhaja«), 2002 (»Ocean«), 2004 (»Živa«), 2017 (»Wild Ride«) |
| Leon Oblak       | 3         | 2004 (»Kar me ne ubije, me krepi«), 2005 (»Večni otrok«), 2008 (»Butn ..., butn!!!«) |
| Simon Gomilšek   | 3         | 2003 (»Sto in ena zgodba«), 2004 (»Stay Forever«), 2007 (»Zadeni me«) |
| Tomaž Kozlevčar  | 3         | 1993 (»Svet za oba«), 1995 (»Tvoje oči«), 2011 (»Pravi čas«) |
| Cole Moretti     | 3         | 1993 (»Tih deževen dan«), 2001 (»Ta ni zame«), 2008 (»Dober planet«) |
| Dare Kaurič      | 3         | 2001 (»Lunapark«), 2006 (»Polkaholik«), 2008 (»Naravnost v srce«) |
| Enzo Hrovatin    | 3         | 1993 (»Sonce sreče«), 1995 (»Ljubezen je«), 2002 (»Imej me vedno s seboj«) |
| Frenk Nova       | 3         | 2003 (»Tvoje ime«), 2004 (»Ne boš se igral«), 2007 (»Moj planet«) |
| Gaber Marolt     | 3         | 1999 (»Ši'z d bes«), 2005 (»Tako lepo si zlomila mi srce«), 2014 (»It's Gonna Be OK!«) |
| Robert Pešut     | 3         | 1998 (»Silvia«), 2002 (»Samo ljubezen«), 2012 (»Malo sreče«) |
| Miha Hercog      | 3         | 2008 (»DJ«), 2010 (»Roko mi daj«; »Para me«) |
| Tadej Košir      | 3         | 2014 (»Let Me Be (Myself)«), 2016 (»Črno bel«), 2017 (»Zažarim«) |
| Miha Gorše       | 3         | 2011 (»Bistvo skrito je očem«), 2014 (»Let Me Be (Myself)«), 2017 (»Ni panike«) |

## Avtorji besedila z največ sodelovanji
| Avtor               | Št. pesmi | Leto (pesem) |
| ------------------- | --------- | --- |
| Urša Vlašič         | 17        | 1996 (»Naj mesec ugasne«), 1997 (»Nekdo«; »Kadar boš ob njej zaspal«), 1998 (»Naj bogovi slišijo«), 1999 (»Ne izdajte me«), 2001 (»Ne, ni res«), 2003 (»Prvič in zadnjič«), 2004 (»Če zdaj odideš sama«; »Cry on My Shoulder«), 2005 (»Noe, Noe«; »Stop«), 2006 (»Plan B«; »SOS«), 2008 (»Še vedno nekaj čutim«), 2009 (»Zaigraj, muzikant«), 2011 (»Vanilija«), 2012 (»A si sanjal me«) |
| Damjana Kenda Hussu | 14        | 1999 (»Nekaj lepega je v meni«), 2002 (»Oblaki«), 2003 (»Zlata šestdeseta«; »Ujel si se«), 2004 (»Tvoj glas«; »O, ženske, ženske«), 2005 (»Kje si«), 2006 (»Hokus pokus«), 2007 (»Čudeži smehljaja«; »Zadel si me v živo«), 2008 (»Dovolj«; »Našel si me«), 2009 (»Znamenje iz sanj«; »Vse«)                                                                                             |
| Drago Mislej        | 11        | 1993 (»Daj odpri«; »Sonce sreče«), 1997 (»Veter z juga«), 1999 (»Ti si se bal«; »Zakaj«), 2001 (»Samo laži«), 2002 (»Mi paše«), 2003 (»Ti sploh ne razumeš«), 2004 (»Kralj neba«; »Si tukaj al' te ni«), 2005 (»Daleč od oči«) |
| Anja Rupel          | 9         | 1997 (»Prosim, ostani«), 2001 (»Če verjameš ali ne«), 2003 (»Poglej me v oči«; »Ne bom čakala te«), 2004 (»Nič ne ustavi me«), 2005 (»Pojdi z menoj«), 2006 (»Hočem stran«; »Ostani z mano«), 2009 (»Vse bi zate dal«) |
| Leon Oblak          | 9         | 2002 (»V ritmu, ki me lovi«), 2004 (»Kar me ne ubije, me krepi«), 2005 (»Večni otrok«), 2007 (»Drugačna (pesem)«), 2008 (»Povej«; »Butn ..., butn!!!«), 2009 (»Gloria«), 2010 (»Narodnozabavni rock«), 2016 (»Blue and Red«) |
| Miša Čermak         | 7         | 1993 (»Tisti si ti«; »Svet za oba«), 1995 (»Ljubezen je«), 1996 (»Nisi, nisva«; »Pojdi z njo«), 1998 (»Pusti času čas«), 1999 (»Ljubezen je le ena«) |
| Karmen Stavec       | 6         | 1998 (»Zapri oči«), 1999 (»Le povejte ji«), 2001 (»Ostani tu«), 2002 (»Še in še«), 2003 (»Lep poletni dan«), 2004 (»Kako naj vem«) |
| Feri Lainšček       | 5         | 2004 (»Plave očij«), 2005 (»Proti vetru«), 2008 (»Nomadi«; »Za svobodo divjega srca«), 2010 (»Tukaj sem doma«) |
| Milan Dekleva       | 5         | 1996 (»To je bil le dotik«), 1998 (»Kje pesem je doma«), 2002 (»Pelji me, kjer sem doma«), 2004 (»Ni bilo zaman«; »Sanje«) |
| Saša Lendero        | 5         | 2005 (»Metulj«), 2006 (»Mandoline«), 2008 (»Peti element«), 2010 (»Roko mi daj«; »Para me«) |
| Primož Peterca      | 5         | 1993 (»Naj vidimo ljudi«), 1995 (»Prisluhni mi«), 1996 (»Nekdo, ki zmore vse«), 1997 (»Vsakdanji čudeži«), 1999 (»Še tisoč let«) |
| Gaber Marolt        | 5         | 1999 (»Ši'z d bes«), 2001 (»Ni čist greh«), 2005 (»Tako lepo si zlomila mi srce«), 2007 (»Element L«), 2014 (»It's Gonna Be OK!«) |
| Cvetka Omladič      | 4         | 2003 (»Exploziv(no)«), 2004 (»Fluid«), 2005 (»Exxtra«), 2007 (»Vizija«) |
| Aleksander Kogoj    | 4         | 1993 (»Naj ljubezen združi vse ljudi«), 1996 (»Dan najlepših sanj«), 1998 (»Glas gora«), 2002 (»Ljubezen daje moč«) |
| Dare Kaurič         | 4         | 2001 (»Lunapark«), 2006 (»Polkaholik«), 2007 (»Kdo hoče plesati z menoj«), 2008 (»Naravnost v srce«) |
| Andrej Babić        | 4         | 2006 (»Mandoline«), 2007 (»Cvet z juga«), 2009 (»Love Symphony«), 2015 (»Alive«) |
| Jan Plestenjak      | 4         | 1995 (»Ker te ljubim«), 1999 (»Moja dežela«), 2001 (»Vse je OK«), 2009 (»Zadnji dan«) |
| Tone Košmrlj        | 4         | 1996 (»Volk samotar«), 1998 (»Nora noč«), 1999 (»Drugačen dan«), 2004 (»In ti greš«) |
| Igor Pirkovič       | 4         | 1993 (»Vzemi me nocoj«), 2010 (»Tudi fantje jočejo«), 2012 (»Verjamem«), 2016 (»Brez tebe«) |
| Alenka Godec        | 3         | 2001 (»Če verjameš ali ne«), 2003 (»Poglej me v oči«), 2006 (»Hočem stran«) |
| Deja Mušič          | 3         | 1993 (»Ko bo maj«), 1998 (»Ljubezen«), 2002 (»Shangri-la«) |
| Diana Lečnik        | 3         | 2003 (»Sto in ena zgodba«), 2004 (»Stay Forever«), 2007 (»Zadeni me«) |
| Pika Božič          | 3         | 1998 (»Zakaj odšel si«), 1999 (»Kje si zdaj«), 2003 (»Ne bom čakala te«) |
| Franci Zabukovec    | 3         | 2002 (»Angelina«), 2006 (»Tu da du«), 2007 (»Hitmejker«) |
| Marijan Novina      | 3         | 2003 (»Vse enkrat mine«), 2004 (»Svet se vrti nazaj«), 2006 (»V mojih dlaneh«) |
| Tadej Vasle         | 3         | 1996 (»Kako ti je ime«), 2008 (»Spam«), 2010 (»Gremo na Emo«) |
| Omar Naber          | 3         | 2009 (»I Still Carry On«), 2014 (»I Won't Give Up«), 2017 (»On My Way«) |
| Tina Muc            | 3         | 2015 (»Mava to«), 2015 (»Glas srca«), 2017 (»Ni panike«) |

## Gledanost Eme
| Leto | Polfinale         | Polfinale         | Polfinale         | Finale        | Finale    | Finale | Višek gledanosti | Višek gledanosti | Višek gledanosti | Vir          |
| Leto | Št. gledalcev     | Gledanost         | Delež             | Št. gledalcev | Gledanost | Delež  | Št. gledalcev    | Gledanost        | Delež            | Vir          |
| ---- | ----------------- | ----------------- | ----------------- | ------------- | --------- | ------ | ---------------- | ---------------- | ---------------- | ------------ |
| 2002 |                   |                   |                   |               | 18,8 %    | 42 %   |                  |                  |                  | [ 5 ]        |
| 2003 | Ni bilo polfinala | Ni bilo polfinala | Ni bilo polfinala | 449.630       | 24,1 %    | 58 %   |                  |                  |                  | [ 5 ]        |
| 2006 | Ni bilo polfinala | Ni bilo polfinala | Ni bilo polfinala | 525.200       | 27,4 %    | 61 %   |                  |                  |                  | [ 6 ]        |
| 2007 |                   | 12,4 %            |                   | 387.500       | 21,4 %    | 55 %   | 500.000          | 26,8 %           | 68 %             | [ 7 ] [ 8 ]  |
| 2007 | 15,8 %            |                   |                   | 387.500       | 21,4 %    | 55 %   | 500.000          | 26,8 %           | 68 %             | [ 7 ] [ 8 ]  |
| 2008 |                   | 18,9 %            |                   | 501.200       | 27,6 %    | 55 %   | 600.000          | 32,7 %           | 66 %             | [ 9 ] [ 8 ]  |
| 2008 | 18,4 %            |                   |                   | 501.200       | 27,6 %    | 55 %   | 600.000          | 32,7 %           | 66 %             | [ 9 ] [ 8 ]  |
| 2009 | 313.000           | 17,2 %            | 41 %              | 460.500       | 25,2 %    | 51 %   | 575.000          | 31,4 %           | 69 %             | [ 10 ] [ 8 ] |
| 2010 | 193.000           | 10,5 %            | 23 %              | 328.000       | 17,8 %    | 37 %   | 416.000          | 21,3 %           | 50 %             | [ 8 ] [ 11 ] |
| 2011 | Ni bilo polfinala | Ni bilo polfinala | Ni bilo polfinala | 378.300       | 20,6 %    | 43 %   |                  |                  |                  | [ 12 ]       |
| 2012 | Ni bilo polfinala | Ni bilo polfinala | Ni bilo polfinala | 359.000       | 19,4 %    | 40 %   |                  |                  |                  | [ 13 ]       |
| 2019 | Ni bilo polfinala | Ni bilo polfinala | Ni bilo polfinala | 223.900       | 11,9 %    | 28 %   |                  |                  |                  | [ 14 ]       |
| 2020 | Ni bilo polfinala | Ni bilo polfinala | Ni bilo polfinala | 249.600       | 13,2 %    | 27 %   | 347.000          | 18,3 %           |                  | [ 15 ]       |
| 2022 |                   |                   |                   | 235.400       | 12,3 %    | 26 %   |                  |                  |                  | [ 16 ]       |
| 2025 | Ni bilo polfinala | Ni bilo polfinala | Ni bilo polfinala | 206.500       | 10,7 %    | 24 %   | 267.900          | 13,9 %           |                  | [ 17 ]       |

## Število prijav in glasov
Število prijav na javni razpis
| Leto | Št. prijav |
| ---- | ---------- |
| 1995 | 47         |
| 1998 | 43         |
| 1999 | 71         |
| 2001 | 98         |
| 2003 | 88         |
| 2004 | 84         |
| 2005 | 104        |
| 2006 | 107        |
| 2007 | 90         |
| 2008 | 162        |
| 2009 | 113        |
| 2010 | 111        |
| 2015 | 145        |
| 2016 | 61         |
| 2017 | 90         |
| 2018 | 108        |
| 2019 | 103        |
| 2020 | 74 (92+)   |
| 2021 | 191        |
| 2022 | 127        |
| 2025 | 114        |

1. ↑  Na razpis za Emo je prispelo 74 prijav. Koliko je bilo prijav za Emo Freš, ni znano, jih je pa moralo biti vsaj 18, saj jih je bilo toliko zanjo izbranih.
2. ↑  Število prijav za interni izbor pesmi Ane Soklič.
3. ↑  Skupno število prijav za Emo in Emo Freš.

Število glasov, oddanih v zadnjem krogu glasovanja (kjer je letnica v ležečem, gre za superfinale)
| Leto | Št. glasov |
| ---- | ---------- |
| 1997 | 19.906     |
| 1998 | 41.267     |
| 1999 | 50.216     |
| 2001 | 50.932     |
| 2002 | 91.677     |
| 2003 | 52.612     |
| 2004 | 72.132     |
| 2005 | 81.284     |
| 2006 | 108.480    |
| 2007 | 75.960     |
| 2008 | 113.251    |
| 2009 | 70.758     |
| 2010 | 34.717     |
| 2011 | 40.901     |
| 2012 | 41.269     |
| 2014 | 11.382     |
| 2015 | 12.760     |
| 2016 | 7.603      |
| 2017 | 30.838     |
| 2018 | 15.464     |
| 2019 | 6.401      |
| 2020 | 9.404      |
| 2022 | 17.312     |
| 2025 | 13.295     |

## Člani žirij/komisij

### Strokovne žirije
V spodnji tabeli so navedene sestave strokovnih žirij, ki so v posameznem letu glasovale na EMI. Leta 2001 in 2002 sta bili žiriji dve: poleg strokovne še žirija razvedrilnega programa Televizije Slovenija. Kadar je o zmagovalcu odločalo le telefonsko glasovanje, so bile v nekaterih letih imenovane rezervne žirije, katerih glasovi bi se upoštevali, če bi prišlo do napak pri izvedbi televotinga.
| Leto            | Člani |
| --------------- | --- |
| 1999            | Mojmir Sepe, Miša Molk, Andrej Karoli in Marc Roberts |
| 2001            | Mojca Menart, Mojmir Sepe, Jaka Pucihar in Aleš Strajnar (strokovna žirija) |
| 2001            | Mira Bučar, Dajana Makovec, Anton Natek in Andrej Hofer (žirija Razvedrilnega programa TVS) |
| 2002            | Mojmir Sepe, Aleš Strajnar in Drago Ivanuša (strokovna žirija) |
| 2002            | Simona Tepeš, Mira Bučar in Anton Natek (žirija Razvedrilnega programa TVS) |
| 2003            | Andreas Knoll, Maria Naumova, Paul de Leeuw, Branka Kraner in Drago Ivanuša |
| 2004            | Daniela Tami, Karolina Gočeva, Manuel Ortega, Drago Ivanuša in Lara Baruca (finalni izbor) |
| 2004            | Jernej Vene, Martin Žvelc, Branka Kraner in Alen Steržaj (predizbori) |
| 2006            | Nataša Assejev, Martin Žvelc, Cole Moretti, Dragan Trivić in Črt Sojar Voglar |
| 2009            | Urška Čop Šmajgert, Anja Rogljić in Andrea Zuppini |
| 2011            | Darja Švajger, Mojca Mavec in Severina |
| 2012            | Darja Švajger, Tina Marinšek, Raay in Jonas Žnidaršič |
| 2015            | Tinkara Kovač, Darja Švajger in Maja Keuc |
| 2016            | Raay, Darja Švajger in Marlenna (Tomaž Mihelič) |
| 2017            | - Martin Štibernik, Alenka Godec, Aleš Klinar - Eva Boto, Bilbi, Primož Štorman - ManuElla, Matic Jere, Sanja Mlinar Marin - Manca Izmajlova, Darja Švajger, Tina Marinšek - Anika Horvat, Andra F, Steffy - Gašper Rifelj, Tomislav Jovanović - Tokac, Ivo Rimc (finalni izbor) |
| 2017            | Martin Štibernik, Alenka Godec, Rebeka Dremelj, Patrik Greblo, Eva Boto, Jernej Dirnbek in Anika Horvat (predizbora) |
| 2018            | - Miran Cvetko, Irena Žakelj, Gorazd Povšič, Roman Prošek, David Sopotnik - Robi Pikl, Nikola Sekulović, Miha Guštin - Gušti, Neisha, Boštjan Grabnar - Žiga Klančar, Blaž Maljevac, Aida Kurtović, Gregor Stermecki, Marjan Kokol - Mario Galunič, Den Baruca, Matic Zadravec, Klavdija Kopina, Urška Žnidaršič - Maja Keuc, Nuša Derenda,Hannah Mancini, Darja Švajger, Omar Naber - Dami Im, Kristian Kostov, Bojana Stamenov, Emmelie de Forest, Aminata |
| 2018            | Maja Keuc - Amaya, Hannah Mancini, Raiven, Robi Pikl, Žiga Klančar, Den Baruca, Mario Galunič (predizbor) |
| 2019            | Darja Švajger, Lea Sirk in Vladimir Graić |
| 2020            | Darja Švajger, Nuša Derenda in Maja Keuc |
| 2022            | - Gašper Šantl, Miha Gorše, Gregor Strasbergar, Matevž Šalehar, Matjaž Vlašič - Eva Hren, Eva Boto, Raiven, Tinkara Kovač, Lea Sirk - Žiga Klančar, Anja Ramšak, Anita Gošte, Blaž Maljevac, Gregor Stermecki - Lorella Flego, Tina Novak, Den Baruca, Anja Möderndorfer, Dajana Makovec - Miran Cvetko, Eva Mavrič, Maja Tilinger, Erik Sedevčič, Boštjan Smrekar                                                                                           |
| 2022            | Eva Boto, Maja Keuc - Amaya, Lea Sirk, Matjaž Vlašič, Žiga Klančar (predizbora) |
| 2025            | - Jan Vehar, Metka Dolanc, Rene Dopler, David Sopotnik, Boštjan Smrekar - Gregor Ravnik, Kris Guštin, Rok Lunaček, Karin Zemljič, Neža Buh - Dajana Makovec, Juš Hrastnik, Leila Aleksandra Jelić, Rok Smolej, Anže Škrube - Jernej Sobočan, Gregor Stermecki, Urša Mravlje, Jana Morelj, Melani Mekicar - Adam Mc Callig, Sanja Daić, Alesia Michelle, William Lee Adams, Jan Bors                                                                          |
| Rezervne žirije | |
| 2005            | Zoran Predin, Andrej Šifrer, Jaka Pucihar ml., Matjaž Kosi, Mario Galunič in Andrej Karoli |
| 2008            | Elza Budau, Aida Kurtović, Vojko Sfiligoj, Igor Pirkovič in Samo Koler |
| 2014            | Darja Švajger, Miša Molk in Jaša Lorenčič |
| Interni izbor   | |
| 2013            | Andrej Karoli, Mirko Stular, Blaž Tišler, Aleksander Radič, Andrej Hofer, Sabrina Povšič in Olga Skrube |
| 2021            | Darja Švajger, Vladimir Graić in Ana Soklič (1. krog); Darja Švajger, Mojca Menart in Matevž Šalehar - Hamo (2. krog) |
| 2024            | Andrej Karoli, Rok Lopatič in Maša Kljun (1. krog); Twan Van De Nieuwenhuijzen, Ana Djurić – Konstrakta, Andrej Karoli in Maša Kljun (2. krog) |

### Izborne komisije
V spodnji tabeli so navedene sestave izbornih komisij, ki so v posameznem letu izbrale skladbe za festival.
| Leto | Člani                                                                                      |
| ---- | ------------------------------------------------------------------------------------------ |
| 1999 | Mojmir Sepe, Miša Molk in Andrej Karoli                                                    |
| 2001 | Mojca Menart, Mojmir Sepe, Jaka Pucihar in Aleš Strajnar                                   |
| 2002 | Mojmir Sepe, Aleš Strajnar, Jaka Pucihar, Aleksander Radić in Peter Juratovec              |
| 2003 | Martin Žvelc, Armando Šturman, Aleš Strajnar in Branka Kraner                              |
| 2004 | Darja Švajger, Alen Steržaj, Martin Žvelc in Armando Šturman                               |
| 2005 | Zoran Predin, Andrej Šifrer, Jaka Pucihar ml., Matjaž Kosi, Mario Galunič in Andrej Karoli |
| 2006 | Nataša Assejev, Martin Žvelc, Cole Moretti, Dragan Trivić in Črt Sojar Voglar              |
| 2007 | Vojko Sfiligoj, Patrik Greblo, Lojze Krajnčan, Alenka Godec in Miša Čermak                 |
| 2008 | Elza Budau, Igor Pirkovič, Vojko Sfiligoj, Andrej Šifrer in Samo Koler                     |
| 2009 | Darja Švajger, Mojca Menart in Jernej Vene                                                 |
| 2010 | Mojca Menart, Urška Čop, Andrea Flego, Miha Vardjan in Drago Mislej - Mef                  |
| 2014 | Darja Švajger, Miša Molk in Andrea F                                                       |
| 2015 | Darja Švajger, Matej Wolf, Aleksander Radić in Jernej Vene                                 |
| 2016 | Alenka Godec, Gaber Radojevič, Jernej Vene in Aleksander Radić                             |
| 2017 | ManuElla, Boštjan Grabnar, Jernej Vene in Aleksander Radić                                 |
| 2018 | Maja Keuc, Eva Hren, Jernej Vene in Tadej Košir                                            |
| 2019 | Lea Sirk, Mojca Menart, Žiga Klančar in Aleksander Radić                                   |
| 2020 | Raiven, Mojca Menart in Jernej Vene                                                        |
| 2025 | Alenka Godec, Neja Jerant, Lea Sirk, Filip Vidušin in Martin Bezjak                        |